# ݼ
Ḥā petit chiffre quatre souscrit ‹ ݼ › est une lettre additionnelle de l’alphabet arabe utilisée dans l’écriture du bourouchaski. Elle est composée d’un ḥā ‹ ح › diacrité d’un petit chiffre quatre ‹ ۴ › souscrit.

## Utilisation
En bourouchaski, ‹ ݼ › représente une consonne affriquée alvéolaire sourde aspirée [tsʰ].